# Loja de departamento

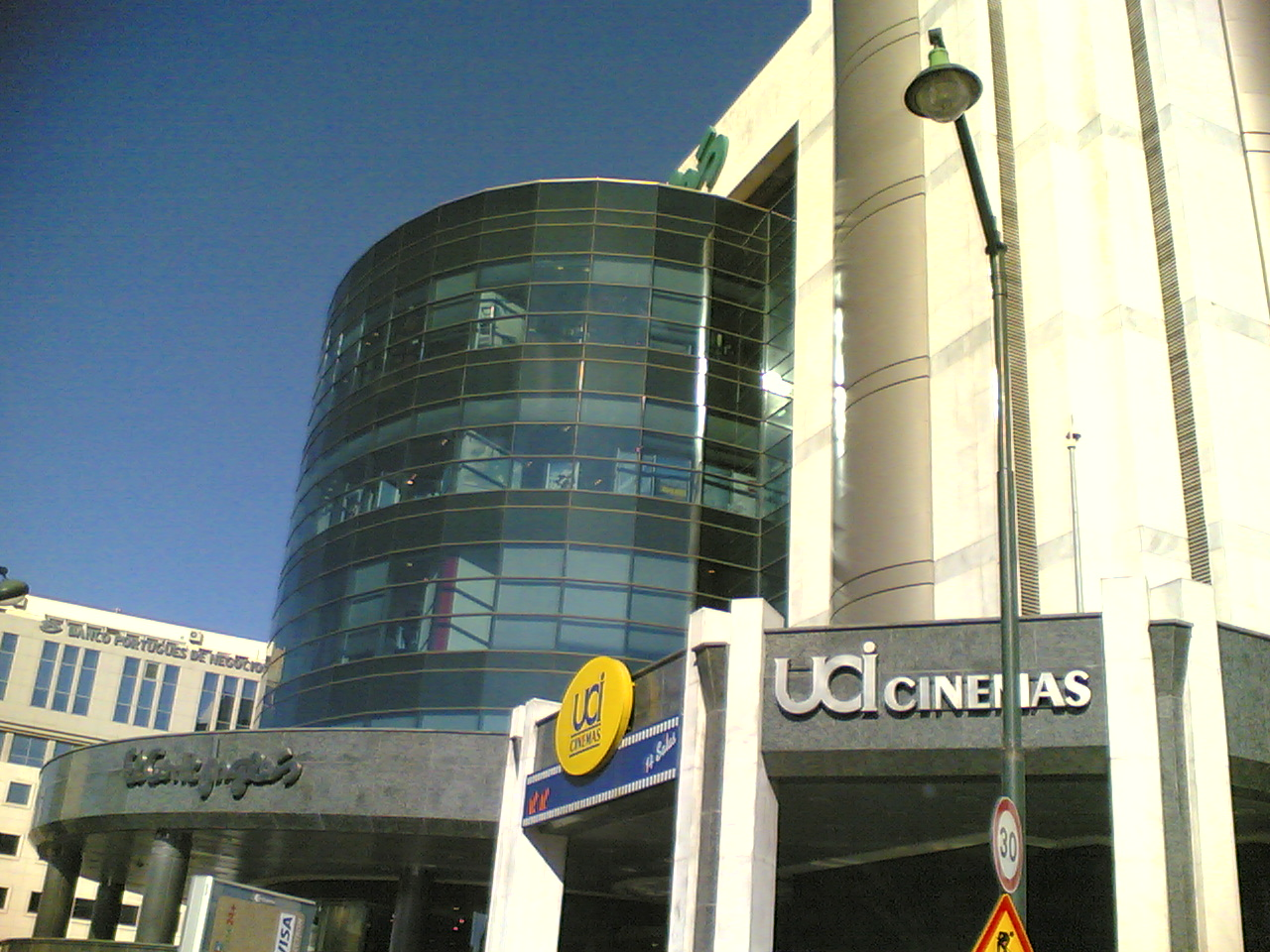
O El Corte Inglés, um exemplo bastante conhecido de um grande armazém.

Uma loja de departamento (em inglês:  department store) ou grande armazém (em francês:  grand magasin) é um tipo de comércio que apresenta nos seus locais de venda uma larga variedade de produtos de grande consumo, tais como vestuário, mobiliário, decoração, produtos eletrónicos, cosméticos, brinquedos, entre outros. O grande número de produtos disponíveis exige normalmente edifícios de certa dimensão, de forma a organizar as vendas por andares.